# Wegner
Wegner ist ein Familienname.

## Herkunft und Bedeutung
Der Name ist eine Variante von Wagner, Näheres siehe dort.

## Namensträger

### A
- Agnes Wegner (* 1966), deutsche Kulturmanagerin
- Agnes Lisa Wegner (* 1976), deutsche Regisseurin und Drehbuchautorin
- Albrecht Wegner (* 1945), deutscher Molekularbiologe und Hochschullehrer
- Andra Lauffs-Wegner, Kunstsammlerin
- Anke Wegner (* 1955), deutsche Kanutin
- Ari Wegner (* 1984), australische Kamerafrau
- Armin Wegner (Architekt) (1850–1917), deutscher Architekt
- Armin Wegner (Handballspieler) (* 1965), deutscher Handballspieler
- Armin T. Wegner (1886–1978), deutscher Schriftsteller
- Arthur Wegner (1900–1989), deutscher Strafrechtler und Völkerrechtler
- August Emil Wegner (1805–1865), deutscher Landrat
- Axel Wegner (* 1963), deutscher Sportschütze

### B
- Benjamin Wegner (Industrieller) (1795–1864), deutsch-norwegischer Industrieller
- Benjamin Wegner Nørregaard (1861–1935), norwegischer Offizier, Eisenbahningenieur und Journalist
- Bernd Wegner (Mathematiker) (1942–2024), deutscher Mathematiker
- Bernd Wegner (Historiker) (* 1949), deutscher Historiker
- Bernd Wegner (Politiker) (* 1957), deutscher Politiker (CDU)
- Bertha Wegner-Zell (1850–1927), deutsche Kinder- und Jugendschriftstellerin
- Bettina Wegner (* 1947), deutsche Liedermacherin und Lyrikerin

### C
- Christel Wegner (1947–2023), deutsche Politikerin (DKP)
- Christian Wegner (1893–1965), deutscher Verleger
- Constanze Wegner (* 1990), deutsche Basketballspielerin

### D
- Daniel Wegner (1948–2013), US-amerikanischer Psychologie
- Dawid Wegner (* 2000), polnischer Speerwerfer
- Dennis Wegner (* 1991), deutscher Fußballspieler
- Dushan Wegner (* 1974), Publizist, Videojournalist, Medienwissenschaftler und Politikberater

### E
- Eginhard Wegner (1918–2001), deutscher Geograph
- Emine Demirbüken-Wegner (* 1961), deutsche Politikerin (CDU)
- Erich Wegner (1899–1980), deutscher Maler
- Erich Wegner (Politiker) (* 1914), deutscher Politiker (DBD)
- Ernestine Wegner (1850–1883), deutsche Theaterschauspielerin und Sängerin
- Ernst Wegner (Landrat) (1868–1926), deutscher Verwaltungsbeamter
- Ernst Wegner (1900–1945), deutscher Mediziner und Politiker (NSDAP), MdR
- Erwin Wegner (1909–1945), deutscher Leichtathlet
- Ewald Wegner (1954–2010), deutscher Kunsthistoriker und Denkmalpfleger

### F
- Franz Wegner (* 1940), deutscher Physiker
- Friedrich Poths-Wegner (1844–um 1917), deutscher Kaufmann, Journalist und Schriftsteller
- Friedrich Wilhelm Wegner (1836–1898), deutscher Politiker
- Fritz Wegner (General) (1922–2007), deutscher Generalleutnant
- Fritz Wegner (Illustrator) (1924–2015), österreichisch-britischer Illustrator und Künstler

### G
- Georg Wegner (1943–2017), deutscher Rechtsanwalt und Handballspieler
- Gerd Wegner (Mathematiker) (* 1938), deutscher Mathematiker und Hochschullehrer
- Gerd Wagner (Ozeanograf) (* 1947), deutscher Fischerei-Ozeanograf
- Gerhard Wegner (Chemiker) (* 1941), deutscher Chemiker
- Gerhard Wegner (Autor) (* 1951), Gründer und Präsident der Hai- und Meeresschutzorganisation Sharkproject International
- Gerhard Wegner (Theologe) (* 1953), deutscher Theologe und Sozialwissenschaftler
- Gerhard Wegner (Ökonom) (* 1956), deutscher Wirtschaftswissenschaftler
- Gottfried Wegner (auch Georg Finwetter; 1644–1709), deutscher lutherischer Theologe
- Gudrun Wegner (1955–2005), deutsche Schwimmerin
- Günter Wegner (1937–2016), Prähistorischer Archäologe; Leiter der archäologischen Abteilung des Niedersächsischen Landesmuseums Hannover
- Gustav Wegner (1903–1942), deutscher Leichtathlet
- Gustav Wegner (SS-Mitglied) (1905–1983), deutscher SS-Obersturmbannführer und Kommandeur des Wachbataillons des KZ Sachsenhausen

### H
- Hans Wegner (Mediziner) (1918–1988), deutscher Gynäkologe und Präsident des Berufsverbands der Frauenärzte
- Hans-Georg Wegner (* 1968), deutscher Theaterintendant, Dramaturg und Librettist
- Hans-Helmut Wegner (* 1942), deutscher Prähistoriker und Hauptkonservator
- Hans J. Wegner (1914–2007), dänischer Architekt und Möbeldesigner
- Helmut Wegner (1931–2019), deutscher Diplomat und Botschafter in Norwegen
- Henning Wegner (Henning von Wegnern; 1584–1636), deutscher Rechtswissenschaftler
- Hermann A. Wegner (* 1976), deutscher Chemiker und Hochschullehrer
- Hildegard Wegner (1927–2014), deutsche Fotografenmeisterin und Puppenmacherin

### I
- Ilse Wegner (1941–2018), deutsche Altorientalistin
- Irene Kowaliska-Wegner (1905–1991), polnische Malerin und Keramikerin und Textildesignerin

### J
- Jochen Wegner (* 1969), Journalist und Unternehmensberater
- Josef W. Wegner (* 1967), US-amerikanischer Ägyptologe
- Julia Wegner (* 1967), deutsche Pop- und Schlagersängerin
- Jutta Wegner (* 1963), deutsche Politikerin (Bündnis 90/Die Grünen), MdL

### K
- Kai Wegner (* 1972), deutscher Politiker (CDU), 17. Regierender Bürgermeister von Berlin
- Karl Wegner (Architekt) (1889–nach 1929), deutscher Architekt und Ingenieur
- Karl-Hermann Wegner (* 1941), deutscher Historiker, Gründer und Leiter des Stadtmuseums Kassel
- Klaus Wegner (* 1951), deutscher Volleyballspieler
- Klaus Wegner (Politiker) (* 1930), deutscher Schlosser und Mitglied der Volkskammer der DDR
- Konstanze Wegner (* 1938), deutsche Politikerin (SPD) und Historikerin
- Kurt Wegner (Politiker, I), deutscher Politiker (NSDAP), MdR Mecklenburg-Schwerin
- Kurt Wegner (Politiker, 1898) (1898–1964), deutscher Politiker (SPD), MdR
- Kurt Wegner (Künstler) (1908–1985), deutscher Künstler

### L
- Larissa Wegner (* 2002), deutsche Sportschützin
- Leon Wegner (1824–1873), preußisch-polnischer Jurist, Ökonom, Historiker und Politiker der polnischen Bevölkerungsgruppe in Preußen
- Lutz Wegner (* 1949), deutscher Informatiker

### M
- Manfred Wegner (* 1957), deutscher Sportwissenschaftler
- Marie Wegner (1859–1920), deutsche Frauenrechtlerin und Publizistin
- Markus E. Wegner (* 1953), deutscher Politiker (CDU, STATT) und Verleger
- Matthias Wegner (1937–2023), deutscher Publizist, Buchautor und Verleger
- Max Wegner (Schauspieler) (1859–1918), deutscher Schauspieler
- Max Wegner (Archäologe) (1902–1998), deutscher Klassischer Archäologe und Hochschullehrer
- Max Wegner (Schriftsteller) (1915–1944), deutscher Schriftsteller
- Max Wegner (Unternehmer) (* 1987), deutscher Unternehmer
- Max Wegner (Fußballspieler) (* 1989), deutscher Fußballspieler
- Michael Wegner (* 1958), deutscher Politiker (CDU)

### N
- Nico Wegner (* 1995), deutscher Volleyball- und Beachvolleyballspieler

### O
- Olaf Wegner (* 1967), deutscher Politiker (Piraten)
- Otto Wegner (1885–nach 1953), deutscher Pädagoge, Erziehungswissenschaftler und Hochschullehrer

### P
- Paul Wegner (Fabrikant) (1867/1868–1957), deutscher Fabrikant und Firmengründer
- Paul Wegner (Bildhauer) (Paul D. Wegner; * 1950), US-amerikanischer Bildhauer
- Peter Wegner (1932–2017), US-amerikanischer Informatiker
- Peter Wegner (Maler) (* 1953), australischer Maler

### R
- Ralf Wegner (* 1984), deutscher Schauspieler
- Reiner Wegner (* 1950), deutscher Politiker (SPD)
- René Wegner (* 1983), deutscher Fußballspieler
- Richard Wegner (1815–1894), deutscher Verwaltungsjurist
- Roland Wegner (* 1975), deutscher Politiker der V-Partei³
- Rolf-Dieter Wegner (* 1949), deutscher Humangenetiker und Hochschullehrer
- Romuald Sixtus Wegner (1914–1945), deutscher Schulbruder und Märtyrer
- Rudi Wegner (1923–1995), deutscher Jugendfunktionär und Konteradmiral
- Rudolf Wegner (Verleger) (1877–1941), polnischer Buchhändler und Verleger
- Rudolf Wegner (Heimatforscher) (* 1929), deutscher Kaufmann und Heimatforscher

### S
- Sabine Wegner (* 1955), deutsche Schauspielerin
- Sigrid Wegner-Korfes (1933–2004), deutsche Historikerin
- Sigrid Mangold-Wegner (* 1950), deutsche Politikerin (SPD), MdL

### T
- Theodor Wegner (1880–1934), deutscher Geologe und Paläontologe
- Thomas Wegner (1948–2016), deutscher Unternehmer, Kunstsammler und Kulturförderer
- Toon Wegner (1926–2010), niederländischer Maler und Grafiker

### U
- Udo Wegner (1902–1989), deutscher Mathematiker und Hochschullehrer
- Ulli Wegner (* 1942), deutscher Boxtrainer
- Uwe Wegner (* 1959), deutscher Leichtathlet und Mediziner

### W
- Walburga Wegner (1908–1993), deutsche Sängerin
- Walter Wegner (1902–1978), deutscher Oberstadtdirektor und Staatssekretär
- Walter Wegner (Journalist) (1907–nach 1966), deutscher Journalist
- Wilhelm Wegner (1898–1972), deutscher Ophthalmologe und Hochschullehrer
- Willy Wegner (1888–1955), deutscher Architekt
- Wolfgang Wegner (Kunsthistoriker) (1913–1978), deutscher Kunsthistoriker
- Wolfgang Wegner (Regisseur) (* 1950), deutscher Regisseur und Schriftsteller
- Wolfgang Wegner (Germanist) (* 1965), deutscher Germanist, Medizinhistoriker und Schriftsteller